# Ignacio Mora de la Pera
Ignacio Mora de la Pera (Puerto Príncipe, Camagüey, Cuba, 26 de enero de 1829 – Chorrillo de Najasa, Camagüey, Cuba, 14 de octubre de 1875) fue un político y hacendado cubano del siglo XIX. Esposo de Ana Betancourt. 

## Orígenes y primeros años
Ignacio Mora de la Pera nació en la ciudad de Puerto Príncipe, actual Camguey, el 26 de enero de 1829, en una familia ilustre. 
Participó en la conspiración de Narciso López, en 1851. Se casó con Ana Betancourt, el 17 de agosto de 1854.

## Guerra de los Diez Años
El 10 de octubre de 1868 estalló la Guerra de los Diez Años (1868-1878), primera guerra por la independencia de Cuba. 
Los camagüeyanos se alzaron en armas el 4 de noviembre de ese mismo año. Ignacio Mora era uno de los casi 80 hombres que participaron en esta acción, que pasó a la historia con el nombre de Alzamiento de las Clavellinas. 
Posteriormente, se desempeñó en varias funciones políticas dentro de la República de Cuba en Armas. Fue secretario de los generales cubanos Augusto Arango, Manuel de Quesada y Manuel Boza Agramonte. 
Su esposa, la patriota Ana Betancourt, fue capturada por el enemigo en 1871. Se encontraba enferma y fue desterrada de Cuba, para no volver hasta finalizada la guerra. Ignacio y Ana nunca más volverían a verse. 

## Muerte
En medio de las dificultades de la guerra, Ignacio Mora enfermó de úlceras en las piernas. En esas condiciones y mientras intentaba recuperarse, fue hecho prisionero por el enemigo el 5 de octubre de 1875. 
Le ofrecieron el perdón, a cambio de renunciar a sus ideas políticas, pero se negó. Fue fusilado y rematado a machetazos el 14 de octubre de 1875. 

### Destino de su viuda
Ana Betancourt regresó a Cuba tras el fin de la guerra y pudo recuperar el diario de su difunto esposo. Horrorizada por lo que narraba en él, regresó al exilio, atormentada por el cruel destino de su marido. 
Falleció de enfermedad en Madrid, España, en 1901, mientras planeaba regresar a Cuba, ya independiente para ese entonces. 